# Haegemonia: Legions of Iron
Haegemonia: Legions of Iron un jeu vidéo 4X en 3D, se déroulant dans un univers de science-fiction. Le joueur sera amené à construire sa flotte, lancer des recherches et gérer des héros aux aptitudes particulières, suivant le cours de deux campagnes.

## Univers
2104 : Plus de 700 millions de colons vivent sur Mars. Ils possèdent leur propre système de défense, leur propre flotte et leur technologie est très avancée. Le gouvernement mondial en place est en équilibre précaire. Les 150 millions de colons dispersés dans le système solaire décidèrent d'apporter leur soutien à la colonie. Malheureusement, la situation dérape, et les négociations s'étant mal passées, la guerre est déclarée entre la Terre et ses colonies.

## Les Campagnes
Deux campagnes sont ensuite proposées aux joueurs :
- La campagne Terre, Héros Principal : Capitaine Jack Garner (homme, 29 ans),
- La campagne Mars, légèrement plus difficile, Héros Principal : Capitaine Nilea Cortilliari (femme, 27 ans),

Les deux campagnes se rejoignent après quelques épisodes, car ils ont maintenant découvert une invention qui va changer leurs vies : Le Portail de saut spatial, qui va leur permettre de visiter d'autres systèmes solaires, où ils vont faire quelques rencontres...

## Extension
Haegemonia: The SOLON Heritage est l'extension de Legions of Iron. Il est exclusivement multijoueur et inclut 70 nouvelles inventions, de nouvelles aptitudes et de nouveaux héros, de nouveaux vaisseaux, une intelligence artificielle remaniée et un mode multijoueur amélioré.

## Accueil
| Haegemonia: Legions of Iron |      |       |
| Média                       | Pays | Notes |
| Computer Gaming World       | US   | 2.5/5 |
| GameSpot                    | US   | 79 %  |
| IGN                         | US   | 82 %  |
| Jeux vidéo Magazine         | FR   | 17/20 |
| Jeuxvideo.com               | FR   | 16/20 |
| Joystick                    | FR   | 6/10  |
| PC Gamer UK                 | GB   | 82 %  |
| Compilations de notes       |      |       |
| Metacritic                  | US   | 75 %  |